# Publio Cornelio Escipión Barbato
Publio Cornelio Escipión Barbato (en latín, Publius Cornelius Scipio Barbatus) fue cónsul en el año 328 a. C., con C. Plaucio, de acuerdo a los fastos. Tito Livio, sin embargo, le llama P. Cornelio Escápula. En 306 a. C. fue nombrado dictador, con el propósito de la celebración de los comicios consulares, y en el año siguiente se le menciona como el Pontífice Máximo.